# Thomas Dolby
Thomas Dolby (Londres, Reino Unido; 14 de octubre de 1958), nombre artístico de Thomas Morgan Robertson, es un músico, productor e inventor inglés. Dolby es más conocido por su hit de 1982 "She Blinded Me With Science".

## Biografía
Thomas Dolby nació en Londres, Inglaterra. Su padre era un catedrático de 
arte griego clásico y arqueología en la Universidad de Londres y en la Universidad de Oxford.
El sobrenombre "Dolby" viene de los Laboratorios Dolby y se lo pusieron sus amigos impresionados con sus habilidades en el estudio de grabación. Los laboratorios Dolby no estaban muy a gusto con el uso de su marca por parte de un artista y le demandaron. El caso se arregló fuera de la corte y él pudo seguir usando el nombre sólo si iba en conjunto con el nombre Thomas.

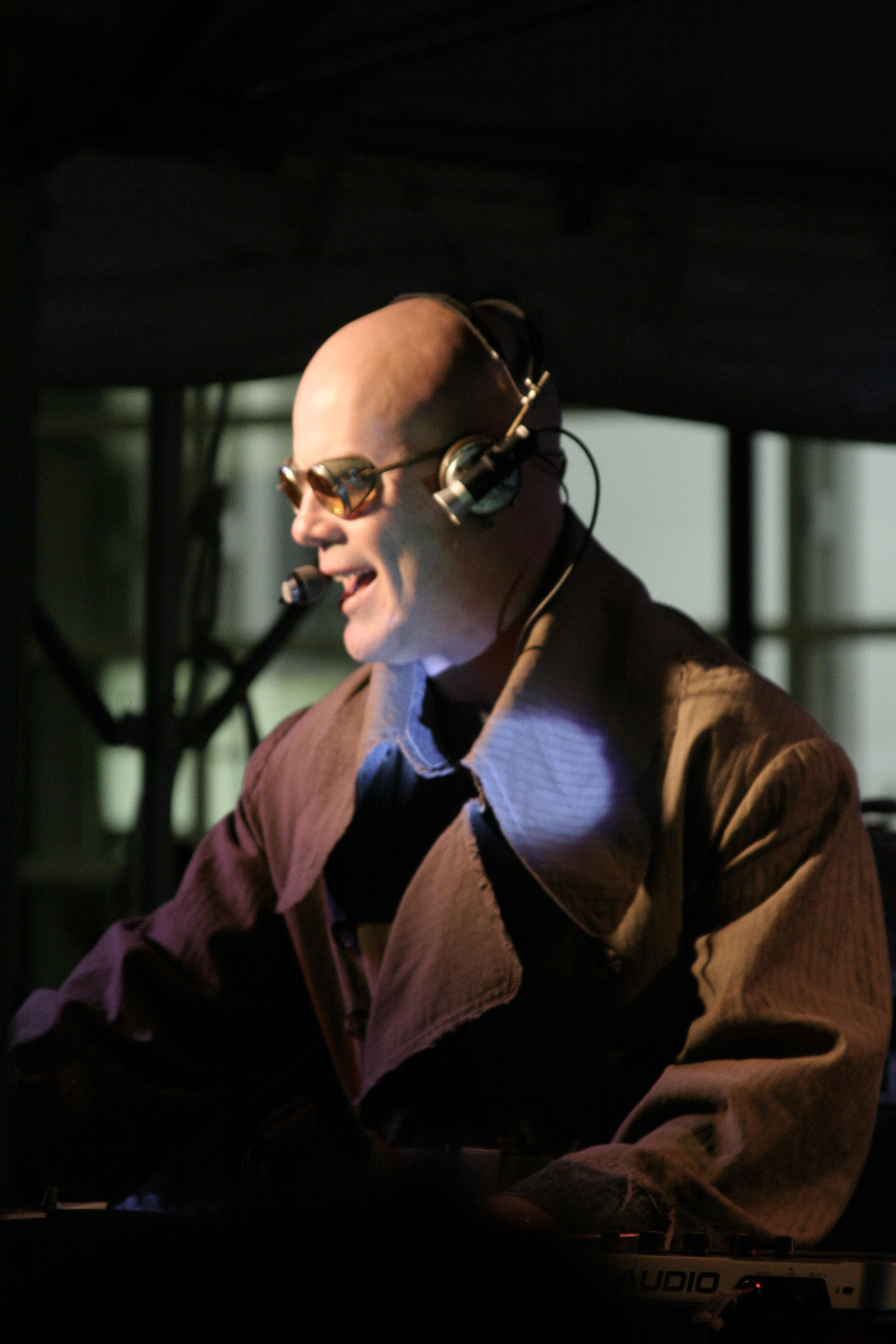
Dolby en 2006.

### Música
Thomas Dolby formó parte de la generación del synthpop, una forma de música pop que incorpora instrumentos electrónicos. Su canción más famosa es "She Blinded Me With Science". Al inicio de su carrera tocaba con Bruce Woolley y el Camera Club, apareciendo en su primer álbum. Dolby tocó el sintetizador en algunas partes del álbum Set de Thompson Twins. También es el autor del éxito de Lene Lovich "New Toy" y coescribió "Magic's Wand" con Whodini.
Su aparición más famosa es con Def Leppard en el álbum de 1983 Pyromania, en donde tocaba los teclados. Debido a problemas contractuales ya que no compartían sello disquero, Dolby apareció usando el seudónimo de Booker T. Boffin. Dolby también contribuyó con el sintetizador en las canciones "Urgent" y en "Waiting for a Girl Like You" de Foreigner en el álbum 4, de 1981.
En 1985 Dolby apareció en los premios Grammy con Stevie Wonder, Herbie Hancock y Howard Jones. Los cuatro eran estrellas musicales en los años ochenta y expertos de los teclados y los sintetizadores. Esta presentación puede ser vista en YouTube. Ese mismo año tocó en el concierto Live Aid de Londres como parte de la banda de David Bowie. En 1990 apareció en la opera rock The Wall, de Roger Waters, en Berlín.
Apareció en el escenario con los Soft Boys en San Francisco, California, en 2001. De este encuentro salió el disco Side Three. Dolby tocó los teclados del primer álbum de Robyn Hitchcock y a su vez Hitchcock apareció en el disco de Dolby Flat Earth.
Dolby volvió a su carrera en 2006 haciendo su primera aparición solista en 25 años en el Red Devil Lounge de San Francisco, el 21 de enero de ese año, y a partir de allí lanzó una gira por Norteamérica.

### Otros intereses
En 1993, Dolby funda Beatnik Inc. (antes llamada Headspace), una empresa especializada en tecnología de teléfonos móviles. Actualmente Dolby sigue con la empresa pero ya no es su CEO. En 2002 fundó Retro Ringtones LLC, que produce un software para control de melodías para móviles llamado RetroFolio™. En los premios a la música de móviles llamado Mobile Music Awards celebrado en Miami, Florida, en 2004, RetroFolio ganó dos premios.

### Últimas presentaciones
En 2006 anunció su intención de producir un CD y un DVD que cubrieran su gira de ese año. El CD contiene las grabaciones de dos presentaciones que hizo Dolby en Chicago, mientras que el DVD se grabó en el Berklee Performance Center del Colegio de Música de Berklee. Thomas Dolby también anunció en 2007 la intención de lanzar nueva música bajo un sello independiente.

## Discografía

### Álbumes de estudio
- The Golden Age of Wireless (1982)
- The Flat Earth (1984)
- Aliens Ate My Buick (1988)
- Astronauts & Heretics (1992)
- The Gate to the Mind's Eye (1994)
- A Map of the Floating City  (2011)

### Compilaciones
- Retrospectacle: The Best of Thomas Dolby (1994)
- 12x12 Original Remixes (1999)
- Forty: Live Limited Edition (2001)
- The Sole Inhabitant (concierto en vivo en CD y DVD) (2006)
- Live in Chicago (concierto en vivo en DVD) (2007)

### EP
- Blinded by Science (1982)
- May The Cube Be With You (1985) (producido por Thomas Dolby y François Kevorkian con Lene Lovich y George Clinton)
- Hot Sauce/Salsa Picante (1988)
- One of Our Submarines (2003)

### Bandas sonoras
- Howard The Duck Soundtrack (1986)
- Music From The Film 'Gothic'  (1987)
- "The Mirror Song" (de la banda sonora de Toys) (1992)
- The Dark Eye (inSCAPE) (1995)

## Sencillos
| Año  | Canción                                                                                | UK singles chart | US Hot 100 | US MSR | US Dance | Álbum                      |
| ---- | -------------------------------------------------------------------------------------- | ---------------- | ---------- | ------ | -------- | -------------------------- |
| 1981 | "Europa and The Pirate Twins"1                                                         | 48               | 67         | 37     | -        | The Golden Age of Wireless |
| 1982 | "Windpower"                                                                            | 31               | -          | -      | -        | The Golden Age of Wireless |
| 1982 | "She Blinded Me With Science"1                                                         | 49               | 5          | 6      | 3        | The Golden Age of Wireless |
| 1982 | "The Wreck of the Fairchild (La destrucción del niño rubio) / Airwaves (Ondas aéreas)" | -                | -          | -      | -        | -                          |
| 1983 | "One Of Our Submarines"                                                                | -                | -          | 17     | -        | The Golden Age of Wireless |
| 1984 | "Hyperactive!"²                                                                        | 17               | 62         | -      | -        | The Flat Earth             |
| 1984 | "I Scare Myself"                                                                       | 46               | -          | -      | -        | The Flat Earth             |
| 1984 | "Dissidents"                                                                           | 90               | -          | -      | 17       | The Flat Earth             |
| 1988 | "Airhead"                                                                              | 53               | -          | -      | 6        | Aliens Ate My Buick        |
| 1989 | "Hot Sauce"                                                                            | 80               | -          | -      | -        | Aliens Ate My Buick        |
| 1992 | "Close But No Cigar"                                                                   | 22               | -          | -      | -        | Astronauts & Heretics      |
| 1992 | "I Love You Goodbye"                                                                   | 36               | -          | -      | -        | Astronauts & Heretics      |
| 1992 | "Silk Pyjamas"                                                                         | 62               | -          | -      | -        | Astronauts & Heretics      |

- 1 Se lanzó en 1983 en Estados Unidos
- ² Relanzado en el Reino Unido en 1994

## Colaboraciones
Los siguientes artistas han trabajado con Thomas Dolby:
- Joan Armatrading
- David Bowie
- Clif Brigden
- Richard James Burgess
- Belinda Carlisle
- George Clinton
- Tim Curry
- Chris Braide
- Foreigner
- Peter Gabriel
- Herbie Hancock
- Ofra Haza
- Robyn Hitchcock
- François Kevorkian
- Def Leppard
- Lene Lovich
- Malcolm McLaren
- Chucho Merchán
- Joni Mitchell
- Andy Partridge
- Eddi Reader
- Little Richard
- Ryuichi Sakamoto
- Prefab Sprout
- Fiorella Terenzi
- Brian Transeau
- The Thompson Twins
- Eddie Van Halen
- Tata Vega
- Joe Walsh
- Roger Waters
- Whodini
- Stevie Wonder
- Akiko Yano
- M